# Mangaratiba (geslacht)
Mangaratiba is een geslacht van hooiwagens uit de familie Gonyleptidae.
De wetenschappelijke naam Mangaratiba is voor het eerst geldig gepubliceerd door Mello-Leitão in 1940. 

## Soorten
Mangaratiba omvat de volgende 3 soorten:
- Mangaratiba acanthoprocta
- Mangaratiba angulispinosa
- Mangaratiba monstrosa